# Pilõezinhos
Pilõezinhos este un oraș în Paraíba (PB), Brazilia.